# Euchromia lethe
Euchromia lethe är en fjärilsart som beskrevs av Fabricius 1775. Euchromia lethe ingår i släktet Euchromia och familjen björnspinnare. Inga underarter finns listade i Catalogue of Life.

## Bildgalleri

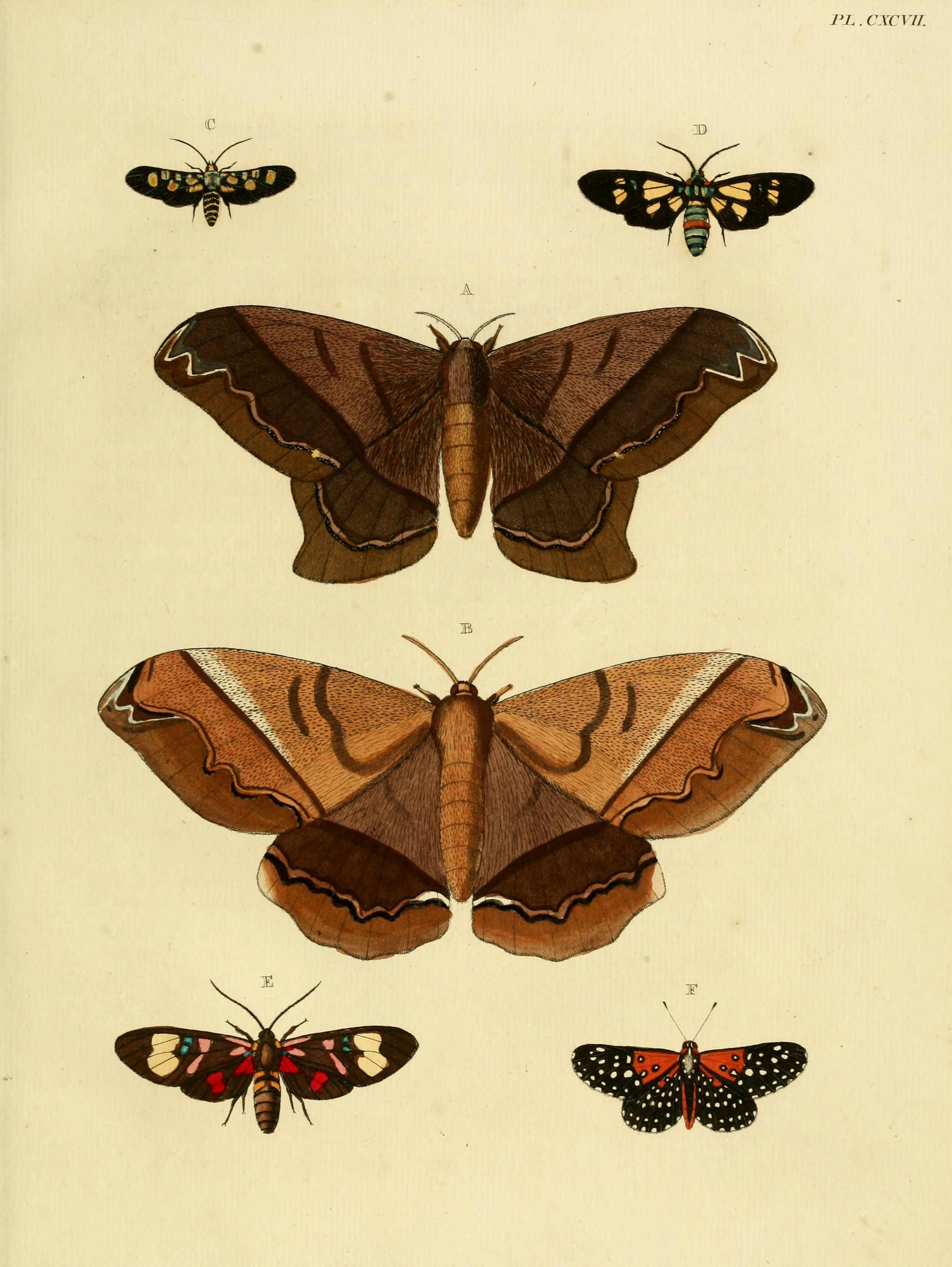